# Ludvig Holberg
 Der er flere personer med dette navn, se Ludvig Holberg (jurist).
Ludvig Holberg (født 3. december 1684 i Bergen, død som baron 28. januar 1754 i København) var en epokegørende dansk-norsk forfatter. Holberg er kaldt "den danske litteraturs fader". Han var en produktiv og lærd forfatter, der udgav bøger om en lang række emner. Holberg skrev både videnskabelige værker om historie, jura, geografi og filosofi - og komedier, romaner og poesi. Han var akademiker af internationalt format og indførte mange af oplysningstidens tanker i Danmark-Norge. Mange af hans komediefigurer som Erasmus Montanus, Jean de France, Jeppe på Bjerget og den Politiske Kandestøber er optaget som arketyper i det danske sprogbrug.
Holberg blev godsejer og oprettede i 1747 baroniet Holberg af sine ejendomme.
Traditionelt bliver der i forbindelse med datoen for hans fødselsdag tildelt forskellige grader af Dannebrogordenen til ansatte ved Det Kongelige Teater.

## Barndom og ungdom
Ludvig Holberg blev født i hansestad Bergen i Norge i 1684 som den yngste af seks børn. Hans far, kommandant Christian Nielsen Holberg (ca 1620 - 1686), døde før Ludvig var et år gammel, og hans mor, Karen Pedersdatter Lem, (7. maj 1647 - 1695) døde, da han var 11. Karen Lem var datter af svenskfødte Abel Munthe, (datter af biskop Ludvig Munthe) og sognepræst Peder Nielsen Lem.
Holberg blev nu optaget i hjemmet hos sin fætter, præsten Otto Munthe i Fron, en lille bygd i Gudbrandsdalen. Ludvig Holberg fik senere bopæl i hjemmet hos morbroderen, købmand Peder Pedersen Lem i Bergen.
Holberg levede nøjsomt i sin ungdom og tidlige voksentid. Han tjente sit brød som huslærer og som rejsefælle for adelige og forsøgte sig som privatmanuduktør ved universitetet. Han fik et stort legat til at rejse til universiteter i udlandet, vel at mærke protestantiske universiteter, en forudsætning han ikke respekterede. Han søgte derhen, hvor diskussionen gik højest, og hvor udfordringerne var størst.
Under sit ophold i England var Holberg allerede inspireret til et faglitterært forfatterskab, og han begyndte efter sin ankomst til København at skrive om historie. Senere skrev han også om geografi og om natur- og folkeret, inspireret af forfattere som Hugo Grotius og Samuel Pufendorf. Desuden var han inspireret af kritikeren Pierre Bayle til sine moralfilosofiske værker som Moralske Tanker (1744) og Epistler (bind 1-5 1748-54).

## Studier
Holberg studerede teologi på Københavns Universitet og senere jura, historie og sprog. Formelt drev han ikke de teologiske studier særlig vidt, for han lod sig nøje med en attestats, dvs. en beskeden eksamen, der gav ret til at virke som præst; han uddannede sig hverken til baccalaureus, magister eller doktor i faget og stræbte tydeligvis hverken efter en karriere som teologisk professor, domprovst eller biskop.
I Holbergs ungdom studerede de fleste teologi – og specialiserede sig efter attestats i græsk, latin, filosofi eller historie. Først i 1736 etablerede universitetet i København en uddannelse som dansk jurist, en uddannelse der fortsatte i 200 år. Holberg skrev om naturretten og folkeretten til studiebrug i værket Naturens og Folke-Rettens Kundskab (1716), og bogen kom i flere oplag og blev bl.a. anvendt som grundbog til uddannelsen af de danske jurister, dvs. den ikke-latinske juridiske universitetsuddannelse.

## Udlandsrejser
Holberg var meget berejst: Han rejste i sin ungdom i England, Nederlandene, Frankrig og Italien. Han foretog en fodrejse fra København via Hamborg til Paris, hvor han studerede på Sorbonne. Han studerede også i London og Rom. Han opholdt sig i Oxford fra 1706 til 1708, noget som for dansk-norske intellektuelle havde været var et særsyn før slutningen af 1600-tallet, da de traditionelt var orienteret mod det kontinentale Europa. I perioden fra 1683 til 1708 havde i alt 60 dansk-norske studerende meldt sig ved universitetet, hvoraf 46 var danske og 14 norske. Han var ikke formelt indskrevet på universitetet i Oxford, men studerede på byens berømte biblioteker og deltog i latinske diskussioner med de engelske studerende.
Holberg traf under et ophold i Paris den danske videnskabsmand Jacob Winsløw, som var katolik. Winsløw prøvede at omvende Holberg, men det resulterede blot i, at Holberg blev anti–katolik og altid bevarede den lutherske tro.
Holberg kritiserede skolernes undervisning i kristendom: ”Børn maa giøres til Mennesker, førend de blive Christne” og ”hvis een lærer Theologie, førend han lærer at blive Menneske, bliver han aldrig Menneske”.

## Professorater
Holberg var uddannet på Københavns Universitet og var i mange år underviser der. Her begyndte han sit omfattende videnskabelige forfatterskab og komedierne.
Han måtte vente på at blive professor og måtte begynde i det fag, der først var ledigt. Det blev metafysik i 1717. Senere blev han professor i veltalenhed dvs. i latin i 1720, og først i 1730 fik han professoratet i historie. 1735-36 bestred han rektorposten.

## Forfatterskab
Holbergs rejser inspirerede ham til forfatterskabet – de mange indtryk har også modnet ham kunstnerisk og moralsk. Holberg lod sig inspirere af antikkens latinske komedier, af franske komedier, han havde set i Paris og af gadeteatrene i Rom.

## Ideologi – oplysningstidens mand
Hans forfatterskab kan deles i tre: den historiske, den poetisk/komiske og den religiøst/filosofiske. Den poetiske raptus var omkring 1720, da han skrev Peder Paars og de komedier, han huskes for.
Holberg troede på fornuftens guddommelige lys i vort indre, og for ham må det være undervisningens første mål, at eleverne lærer at bruge deres sanser og forstand – i stedet for nytteløs terpen af en lærebog. Det var en moderne opfattelse af religionsspørgsmålet, og det kendetegner Holberg, som i højeste grad var oplysningens mand. Holberg var i øvrigt interesseret i fornuften, fordi han mente, at det var den, som bandt samfundet sammen. Desuden undrede det Holberg, at der kunne findes så megen ondskab i samtiden, når man jo blot kunne lade fornuften råde. Han bevægede sig væk fra en religiøs forklaring på ondskaben hen mod en rationalistisk/empirisk tænkemåde.
Holberg havde en positiv holdning til bibelkritikken, og han foruroligedes heller ikke af det heliocentriske verdensbillede. Han skrev i en af sine epistler "de hellige Bøger ere ikke skrevne for at oplyse Mennesker udi Astronomie, men for at veyvise dem udi Saligheds Sager."
Holbergs religiøsitet repræsenterer deisme.
Han forholdt sig kritisk til forestillingen om arvesynden og nærede tillid til menneskets frie vilje.
Holbergs erklærede hensigt med sin forfattervirksomhed var at sprede oplysning til gavn for almenheden og til nytte for samfundet. Det stemmer overens med billedet af Holberg som fremskridtets og oplysningstidens mand.
Holberg fandt sig bedst til rette i storbyer med kultur; han opholdt sig kun på landet som godsejer og på rejser.

## Indflydelse på videnskaberne
Tidligere havde videnskaberne været underlagt teologien, hvis forestillinger om verdensbilledet var uanfægtelige. 1700-tallets oplysning betød, at videnskaben blev gjort mere folkelig, og den var et fremskridt for den erfaringsbaserede undersøgelse – empirismen – der ikke mindst gav videnskaben nyt grundlag og nye muligheder. Holberg bidrog principielt til denne udvikling.
Holbergs videnskabelige ideal var at gå induktivt frem (dvs. igennem erfaringer bygget på observationer). Videnskaben skulle være til nytte, hvilket vi ser et fint eksempel på i hans "Betænkning over den nu regierende Qvæg-Syge" (1745) – hvor han ræsonnerer sig frem til, at smitten mest sandsynligt hidrører fra mikroorganismer.

## Holbergs forhold til økonomi
Holberg udgav selv sine værker og solgte dem hjemme fra professorboligen i Købmagergade. Han havde sans for at tjene på forfatterskabet. Han solgte både bøgerne en gros og enkeltvis og gerne efter forudbestilling, subskription. Enten indbundne eller i materie: ark til indbinding.
Han solgte også bøger gennem venner og boghandlere i provinsen. Hans bog om natur- og folkeretten kom i flere oplag og var en god indtægtskilde.

### Placering af midler
Holberg levede meget asketisk og kunne lægge penge til side og investere dem. Han har flere steder i sine skrifter ålet borgere og adelige, der brugte deres midler på en uproduktiv måde til fx at lade sig bære omkring i bærestol, til at føre stor husholdning og øde penge på anden luksus. Holberg drak og spiste meget beskedent og foretrak at gå frem for at køre. Han mente, at når han havde gjort sine udlandsrejser til fods og fortsatte med at gå, var det grunden til, at han kunne leve med den malaria, han havde pådraget sig i Italien.
Han placerede sine midler i handelsforetagender og fast ejendom. Erhvervelsen 1740 af hans første store ejendom, Brorupgaard  nær Havrebjerg, skete gradvist: først lånte han penge til gårdens ejer, senere overtog han gården.
1745 anskaffede Holberg også Tersløsegård ved Dianalund, den eneste af hans ejendomme, der er bevaret. De andre – i Bergen, i København og ved Havrebjerg – er brændt eller nedrevet.

### Sorø Akademi indsat i Holbergs testamente
Da Holberg var ugift og barnløs, og i slutningen af sit liv havde samlet en anselig formue, var han interesseret i at sætte sig et eftermæle. Han modtog en opfordring om at testamentere sine midler til Sorø Akademi, der var et kongeligt ridderakademi, hvis formål var at etablere en institution på universitetsniveau for unge adelige mænd.
Holberg støttede ideen om akademiet, udarbejdede forslag til dets indretning og rådgav om visse professorudnævnelser. Det var på Holbergs foranledning, at Jens Schelderup Sneedorff blev ansat som lærer i statskundskab ved akademiet i 1751.
Aftalen om gaven til Akademiet var, at Holberg opnåede skattefrihed af indtægterne på jorderne, så hans formue, der skulle tilfalde akademiet, voksede. Han samlede så meget jord, at han kunne blive baron. Måske har det pirret Holbergs forfængelighed at være blevet adelig. Med titlen fik han en række pligter og rettigheder i økonomisk og juridisk henseende.
Holbergs sarkofag står i Sorø Klosterkirke. Den er skabt af Johannes Wiedewelt.

### Gerrig eller fornuftigt tilbageholdende?
Det fremgår af Holbergs korrespondance, at han var meget påholdende. Han afslog henstillinger fra sognepræsten i Havrebjerg om at retablere en (ganske overflødig) bro, Staklebro, nær Bromøllegaard. Han ville heller ikke forhøje vederlaget for degnen i Havrebjerg, den såkaldte Africanus. Han havde et godt øje til fogeden på Bromøllegaard og involverede sig i en proces mod ham, som Holberg tabte. Han efterlod meget lidt til sine slægtninge.
Holberg fremhævede, at han var villig til at bruge penge, hvis der var et fornuftigt formål med det og gav som eksempel, at han havde forsynet nogle af sine fæstebønder med midler, så de kunne komme på fode efter forskellige tilbageslag.
Da akademiet havde store økonomiske vanskeligheder, fordi søgningen var særdeles begrænset, indvilgede Holberg i at frigøre midler til driften.

### Kvæstor
Holberg var rektor for universitetet i 1735-36 og var derefter i mange år dets kvæstor, dvs. ejendomsadministrator og forretningsfører. Universitetets indtægter kom fra de mange jordejendomme, som det fx havde fået testamentarisk.
Der var kritik af Holbergs forretningsførelse, men det er det altovervejende indtryk, at han var overmåde dygtig som ejendomsadministrator. Som kvæstor blev Holberg fritaget for at undervise og kunne koncentrere sig om at skrive og administrere, dels for universitetet, dels for sig selv.

### Komedier
| - Den Politiske Kandestøber, 1722. Læs teksten . Beskrivelse af teksten - Den vægelsindede, 1722. Læs teksten. Beskrivelse af teksten - Jean de France eller Hans Frandsen, 1722. Læs teksten. Beskrivelse af teksten - Jeppe paa Bierget eller den forvandlede Bonde, 1722. Læs teksten. Beskrivelse af teksten - Mester Gert Westphaler, 1722. Læs teksten. Beskrivelse af teksten - Barselstuen, 1723. Læs teksten. Beskrivelse af teksten - Den ellefte Junii, 1723. Læs teksten. Beskrivelse af teksten - Jacob von Tyboe eller den stortalende Soldat, 1723. Læs teksten. Beskrivelse af teksten - Ulysses von Ithacia, 1723. Læs teksten. Beskrivelse af teksten - Erasmus Montanus eller Rasmus Berg, 1723. Læs teksten. Beskrivelse af teksten - Don Ranudo de Colibrados, 1723. Læs teksten. Beskrivelse af teksten - Uden Hoved og Hale, 1723. Læs teksten. Beskrivelse af teksten - Den Stundesløse, 1723. Læs teksten. Beskrivelse af teksten - Hexerie eller Blind Allarm, 1723. Læs teksten. Beskrivelse af teksten - Melampe, 1723. Læs teksten. Beskrivelse af teksten | - Det lykkelige Skibbrud, 1724. Læs teksten. Beskrivelse af teksten - Det Arabiske Pulver, 1724. Læs teksten. Beskrivelse af teksten - Mascarade, 1724. Læs teksten. Beskrivelse af teksten - Julestuen, 1724. Læs teksten. Beskrivelse af teksten - De Usynlige, 1724. Læs teksten. Beskrivelse af teksten - Kildereisen, 1725. Læs teksten. Beskrivelse af teksten - Henrich og Pernille, 1724-1726. Læs teksten. Beskrivelse af teksten - Den pantsatte Bondedreng, 1726. Læs teksten. Beskrivelse af teksten - Pernilles korte Frøkenstand, 1727. Læs teksten. Beskrivelse af teksten - Den Danske Comoedies Liigbegængelse, 1727. Læs teksten. Beskrivelse af teksten - Den honette Ambition, 1731. Læs teksten. Beskrivelse af teksten - Plutus eller Proces imellom Fattigdom og Riigdom, utg. 1753. Læs teksten. Beskrivelse af teksten - Husspøgelse eller Abracadabra, utg. 1753. Læs teksten. Beskrivelse af teksten - Philosophus udi egen Indbildning, utg. 1754. Læs teksten. Beskrivelse af teksten - Republiqven eller det gemeene Bedste, utg. 1754. Læs teksten. Beskrivelse af teksten - Sganarels Rejse til det philosophiske Land, utg. 1754. Læs teksten. Beskrivelse af teksten |

Ludvig Holbergs skuespil findes bevaret i Dramatisk Bibliotek på Det Kongelige Bibliotek. Jeppe paa Bierget blev optaget i Kulturkanonen, 2004)

### Digte
- Peder Paars, 1719-20
- fire Skæmtedigte, 1722
- Metamorphosis eller Forvandlinger, 1726
- Epigrammer (på latin), 1737, udvidet udgave 1749

### Romaner
- Nicolai Klimii iter subterraneum, 1741. (Overs. til da. af Hans Hagerup, 1742: Niels Klims underjordiske Rejse.)

### Essays
- Moralske Tanker, 1744
- Epistler, 1748–54
- Moralske Fabler, 1751
- Tre Latinske Levnedsbreve, 1728-1743
- Kvinders Rettigheder, 1739

### Historiske værker
- Introduction til de fornemste Europæiske Rigers Historier, 1711
- Dannemarks og Norges Beskrivelse, 1729
- Dannemarks Riges Historie, 1732–35
- Den berømmelige Norske Handel-Stad Bergens Beskrivelse, 1737
- Almindelig Kirke-Historie, 1738
- Den jødiske Historie fra Verdens Begyndelse, fortsat til disse Tider, 1742
- Adskillige store Helte og berømmelige Mænds sammenlignede Historier, 1739–53
- Adskillige Heltinders og navnkundige Damers sammenlignede Historier, 1745

### Juridiske værker
- Morals Kierne eller Introduction til Naturens og Folke-Rettens Kundskab, 1716

### Landbrugsforhold
- Betænkning over den nu regierende Qvæg-Syge med nogle oeconomiske Anmerkninger, 1745. Qvæg-Syge kaldes nu kvægpest

## Gengivelser (ikonografi) af Ludvig Holberg

### Malerier (og afledte gengivelser)
| - Portrætmaleri af Johan Roselius ca. 1747–49, formentlig i to eksemplarer (et brændt på Sorø Akademi 1813, et sammesteds siden 1818). Theophilus Laans mislykkede kobberstik 1749, rettet på pladen af Jonas Haas 1755, synes at forudsætte denne type; efter dette grisaille på vase af kgl. porcelæn ca. 1785 (Det Nationalhistoriske Museum på Frederiksborg Slot) og xylografi af H.P. Hansen, 1886 - Det 1813 brændte maleri blev stukket af Meno Haas, 1775, og J.F. Clemens, 1798, i samme type er stik af Odvardt Helmoldt von Lode 1752, et stik af Jonas Haas 1754, af Johann Martin Bernigeroth 1757, Juste Chevillet 1762, Johanna Dorothea Sysang (Philippin) 1780, O.O. Bagge 1832 m.fl., litografi af Carl Henckel, af See og af Edvard Fortling 1861, træsnit 1855 efter tegning af Carl Bloch, af H.C. Henneberg og af J.F. Rosenstand 1860, af Eduard Hansen 1863 efter tegning af Anton Dorph, m.fl., radering af C.C. Andersen, 1873 og Hans Nikolaj Hansen, 1884. Efter denne type miniature (Sorø Akademi), raderet af Magnus Petersen, 1865 og Friedrich Britze, 1922 | - Efter et af de to nævnte malerier af Roselius flere kopier, bl.a. maleri tilskrevet C.A. Lorentzen (Det Nationalhistoriske Museum på Frederiksborg Slot), af Hans Hansen, 1822 (Københavns Museum), Jørgen Roed, 1848 (Nasjonalgalleriet), Christen Dalsgaard (Tersløsegård), O.A. Hermansen (Det Nationalhistoriske Museum på Frederiksborg Slot) samt af David Arnesen ifølge litografi derefter af Carl Simonsen, 1855 - Efter ovennævnte Roselius-maleri i Sorø er udført tegning og stik af Erling Eckersberg, 1843, litografi af I.W. Tegner 1848, af Peter Gemzøe 1862, 1868 fra Em. Bærentzen & Co., xylografi af Albert Møller, 1884 og stik af Albert Repholtz, 1913, i samme type stik af Jonas Haas 1754, August Weger 1860, xylografi af Frederik Hendriksen 1876, efter tegning af Frants Henningsen, af H.P. Hansen 1883, litografi af Gemzøe 1877, og i talrige andre gengivelser. - Miniature muligvis forestillende Holberg (Sorø Akademi), efter denne træsnit 1884 af H.C. Olsen, samt 1886 - Maleri forestillende gammel mand, muligvis Holberg (Sorø Akademi) |

#### Senere historiemalerier
Holberg er ofte fremstillet i anekdotiske historiemalerier, bl.a.:
| - Flere malerier af Wilhelm Marstrand (Statens Museum for Kunst; Den Hirschsprungske Samling, Nivaagaards Malerisamling), mange tegninger af samme (Det Nationalhistoriske Museum på Frederiksborg Slot; Den Kongelige Kobberstiksamling) - Tegning af Constantin Hansen, 1862, portræt som dekorationsmaleri af samme - Maleri af Carl Thomsen, 1883 (ARoS Aarhus Kunstmuseum), tegning af samme - Maleri af H.P. Lindeburg udstillet 1883 - Tegning af Knud Gamborg, 1887 (Det Nationalhistoriske Museum på Frederiksborg Slot) | - Maleri af Lorenz Frølich, 1888 (Statens Museum for Kunst) og maleri af samme udstillet 1892 - Maleri af Vilhelm Rosenstand, 1891 (Det Nationalhistoriske Museum på Frederiksborg Slot) og 1892 (Statens Museum for Kunst; KUNSTEN Museum of Modern Art Aalborg), forarbejder til maleri 1892 (Københavns Universitet) - Maleri af August Schiøtt - Maleri af Oscar Matthiesen - En lang række malerier af Valdemar Neiiendam (bl.a. Teatermuseet i Hofteatret) udstillet 1911–49 |

### Grafik og tegning (og afledte gengivelser)
(her nævnes kun grafik, som ikke allerede er omtalt)
- Kobberstik af Christian Fritzsch, 1731, efter dette stik af Johann Martin Bernigeroth 1744 og 1747, af Johann Benjamin Brühl 1745, Simon Fokke 1757, Edward Scriven 1827, Johann Christian Benjamin Gottschick, xylografi af H.P. Hansen, 1886, og Gustav Holter, 1891, samt på norsk frimærke
- Radering "Holbergs minde" af F.L. Bradt, 1784
- Satirisk tegning af Cornelius Høyer ca. 1775 (Sorø Akademi)
- Silhouet af Kirsten Wiwel (Det Kongelige Bibliotek)

### Skulptur (og afledte gengivelser)
| - Relief (Bergens Museum), efter dette xylografi 1886 og radering af Povl Christensen, 1954 - En dødsmaske, taget af Casper Peter Rothe, er gået tabt - Efter dødsmasken og måske relieffet i Bergen udførte Magnus Gustavus Arbien 1755 et relief (Københavns Museum) og 1757 en medalje, stukket af bl.a. Meno Haas - På grundlag af relieffet maleri af C.A. Lorentzen (Statens Museum for Kunst), efter dette stik af Wilhelm Heuer, 1816, og af W.H. Lizar, tegning af Niels Bredal, 1822 (Det Nationalhistoriske Museum på Frederiksborg Slot), radering af A.P. Madsen, 1867 og maleri af Christian Tilemann Petersen, 1923 (Teatermuseet i Hofteatret) - På grundlag af dødsmasken og muligvis Arbiens relief udførte Johannes Wiedewelt et relief, udstillet 1778 (1780 på sarkofagen), afbildet på Johann Friderich Clemens' stik af sarkofagen ca. 1783–84, efter dette træsnit af H.P. Hansen, 1886; en del træsnit efter profilportrættet, bl.a. efter tegning af P.C. Skovgaard af J.F. Rosenstand, 1866, af H.P. Hansen, 1879, 1884 efter tegning af Hans Tegner og af H.P. Hansen efter tegning af Vilhelm Rosenstand. Buste af Nicolai Dajon, 1784 (Det Kongelige Teater) - Mindestøtte af Johannes Wiedewelt, 1782, ved Jægerspris Slot - På grundlag hovedsagelig af Arbiens relief udførte Bertel Thorvaldsen en buste 1839 (Thorvaldsens Museum, afstøbning i Det Kongelige Bibliotek og Teatermuseet i Hofteatret), i marmor af W. Matthias, 1842 (Sorø Akademi) og 1863 af Johannes Hoffmann i H.W. Bissens atelier (Nivaagaards Malerisamling). - Relief efter Thorvaldsens buste af J.C. Gøricke, 1841 | - Buste af Hans Michelsen, 1846 (Universitetet i Oslo) - 1851 var udstillet statuetter af Otto Evens (Ribe Museum; Odense Bys Museer), Thorvald Mule, August Saabye og Theobald Stein (original 1850 i Ny Carlsberg Glyptotek, 1851 Statens Museum for Kunst), bronzestatuette af sidstnævnte udstillet 1890 (Det Nationalhistoriske Museum på Frederiksborg Slot; Teatermuseet i Hofteatret) - Relief efter Arbien af Olaf Glosimodt, 1868 (Teatermuseet i Hofteatret), relieffer af samme udstillet 1869 og 1891, relief af samme 1870, statue af samme 1880 (Teatermuseet i Hofteatret) - Statue af Theobald Stein, 1875 (foran Det Kongelige Teater) - Statuette, udkast til monument i Bergen, af F.E. Ring, 1880 (Odense Bys Museer) - Statuette af G.C. Freund, 1881 (Stiftsmuseet Maribo) - 1882 var udstillet udkast til monument i Sorø af August Saabye (KUNSTEN Museum of Modern Art Aalborg), F.E. Ring (Odense Bys Museer) og Vilhelm Bissen, statue af sidstnævnte (KUNSTEN Museum of Modern Art Aalborg) og statue af samme 1898 (Sorø Akademis have) - Statue af John Börjesson, 1884 (Bergen), statue af samme udstillet 1911 (Teatermuseet i Hofteatret; Dramaten i Stockholm) - Statue af Julius Schultz udstillet 1906 (Teatermuseet i Hofteatret) - Buste af Johannes Gelert udstillet 1881 (Teatermuseet i Hofteatret; ARoS Aarhus Kunstmuseum) - Relief af Elias Ølsgaard (Randers Teater) |

#### Medaljer
- Medalje af Magnus Gustavus Arbien, 1757, stukket af bl.a. Meno Haas
- Medalje af Iver Throndsen, 1884
- Medalje af Arno Malinowski, 1935

### Mindetavler etc.
- Mindetavle på Holbergs bolig, Fiolstræde 8, København
- Mindesmærke i Hansinelund, Ølgod
- Tersløsegård har siden 1917 været museum for Holberg